# کولونگا-گروچ
کولونگا-گروچ (به لهستانی:  Kolonia-Gródź) یک روستا در لهستان است که در گمینا وانسوش (استان پودلاسکی) واقع شده‌است.